# Marsciano
Marsciano település Olaszországban, Umbria régióban, Perugia megyében. Lakosainak száma 18 010 fő (2023. január 1.). Marsciano Collazzone, Fratta Todina, Perugia, Piegaro, Todi, Deruta és San Venanzo községekkel határos.

## Népesség
A település lakossága az elmúlt években az alábbi módon változott:
| Lakosok száma | 18 949 | 18 701 | 18 010 |
|               | 2015   | 2018   | 2023   |